# Молашхия, Исидор Малхазович
Исидор Малхазович Молашхия (груз. ისიდორე მალხაზის ძე მოლაშხია; 14 мая 1891, село Накипу, Кутаисская губерния — 23 декабря 1942, там же) — грузинский советский винодел и агроном.

## Биография
Родился 14 мая 1891 года в селе Накипу Зугдидского уезда (ныне Цаленджихский район Грузии). Дед, Гоги Молашхия, и отец, Малхаз Молашхия, являлись известными виноделами, с именами которых связано распространение привитого сорта Цоликоури в Мегрелии.
В 1926—1929 годах на сельскохозяйственных выставках Зугдидского уезда четыре раза подряд ему было присвоено звание лучшего винодела. К 1932 годy в Цаленджихском районе успешно восстановил 17 вымирающих мегрельских сортов винограда, включая Панеши, Чечипеши, Чвитилури, Оджалеши, Чеши, Колоши, Торокучхи, Ходжиштоли.
С 1937 года до начала Великой Отечественной войны народный комиссариат пищевой промышленности Грузинской ССР и Грузинский сельскохозяйственный институт ежегодно отмечали его виноделие высшей оценкой. В 1939—1940 годах участвовал на Всесоюзной сельскохозяйственной выставке в Москве.
Умер от тяжёлой болезни 23 декабря 1942 года в селе Накипу.